# Chorwacja na Zimowych Igrzyskach Paraolimpijskich 2018
Chorwacja na Zimowych Igrzyskach Paraolimpijskich 2018 – występ kadry sportowców reprezentujących Chorwację na igrzyskach paraolimpijskich w Pjongczangu w 2018 roku.
Kadra liczyła rekordową liczbę siedmiu zawodników, z czego jedna siedemnastoletnia alpejka była chorążym podczas ceremonii otwarcia igrzysk.
W piątek 16 marca Bruno Bošnjak występujący w snowboardzie zdobył brązowy medal w slalomie, przegrywając jedynie z dwoma Amerykanami Noah Elliottem i Mikiem Schultzem. Dzień później dwudziestodziewięcioletni alpejczyk Dino Sokolović zdobył złoto w slalomie, wyprzedzając Amerykanina Tylera Walkera i Francuza Frédérica François. Były to dwa pierwsze medale Chorwacji w historii występów na zimowych igrzyskach paraolimpijskich.

## Medaliści
| Medal | Zawodnik       | Dyscyplina            | Konkurencja     | Data     |
| ----- | -------------- | --------------------- | --------------- | -------- |
| złoto | Dino Sokolović | Narciarstwo alpejskie | Slalom mężczyzn | 17 marca |
| brąz  | Bruno Bošnjak  | Snowboarding          | Slalom mężczyzn | 16 marca |

## Reprezentanci

### Kobiety
| Zawodniczka | Dyscyplina            | Konkurencja   | Podgrupa | Czas    | Strata | Miejsce | Źródło |
| ----------- | --------------------- | ------------- | -------- | ------- | ------ | ------- | ------ |
| Eva Goluža  | Narciarstwo alpejskie | Slalom gigant | B3       | 2:58,13 | +35,13 | 12.     | [ 4 ]  |
| Eva Goluža  | Narciarstwo alpejskie | Slalom        | B3       | DSQ     | DSQ    | DSQ     | [ 5 ]  |

### Mężczcyźni
| Zawodnik          | Dyscyplina            | Konkurencja              | Podgrupa | Czas                                                | Strata   | Miejsce | Źródło |
| ----------------- | --------------------- | ------------------------ | -------- | --------------------------------------------------- | -------- | ------- | ------ |
| Bruno Bošnjak     | Snowboarding          | Cross                    | LL-1     | K: 1:04,91 (Q) 1/8: M. Papară (W) ĆF: R. Schett (P) | +4.18    | 6.      | [ 6 ]  |
| Bruno Bošnjak     | Snowboarding          | Slalom                   | LL-1     | 54,08                                               | +2,18    | brąz    | [ 7 ]  |
| Antun Bošnjaković | Biegi narciarskie     | Sprint stylem klasycznym | LW3      | 4:53,69                                             | +1:17,04 | 24.     | [ 8 ]  |
| Antun Bošnjaković | Biegi narciarskie     | 10 km stylem klasycznym  | LW3      | DNS                                                 | DNS      | DNS     | [ 9 ]  |
| Lovro Dokić       | Narciarstwo alpejskie | Slalom gigant            | LW6/8-2  | 2:48,39                                             | +35,92   | 27.     | [ 10 ] |
| Lovro Dokić       | Narciarstwo alpejskie | Slalom                   | LW6/8-2  | 2:11,25                                             | +35,14   | 22.     | [ 11 ] |
| Damir Mizdrak     | Narciarstwo alpejskie | Slalom gigant            | B3       | 2:55,23                                             | +44,72   | 16.     | [ 12 ] |
| Damir Mizdrak     | Narciarstwo alpejskie | Slalom                   | B3       | 2:01,32                                             | +25,20   | 9.      | [ 13 ] |
| Dino Sokolović    | Narciarstwo alpejskie | Zjazd                    | LW12-2   | 1:32,20                                             | +8,09    | 17.     | [ 14 ] |
| Dino Sokolović    | Narciarstwo alpejskie | Supergigant              | LW12-2   | 1:33,48                                             | +7,65    | 19.     | [ 15 ] |
| Dino Sokolović    | Narciarstwo alpejskie | Superkombinacja          | LW12-2   | 2:20,72                                             | +9,13    | 9.      | [ 16 ] |
| Dino Sokolović    | Narciarstwo alpejskie | Slalom gigant            | LW12-2   | 2:26,09                                             | +12.64   | 15.     | [ 17 ] |
| Dino Sokolović    | Narciarstwo alpejskie | Slalom                   | LW12-2   | 1:39,82                                             | –        | złoto   | [ 18 ] |
| Josip Zima        | Biegi narciarskie     | Sprint                   | LW11     | 9:25,28                                             | +6:24,72 | 35.     | [ 19 ] |
| Josip Zima        | Biegi narciarskie     | 7,5 km                   | LW11     | DNS                                                 | DNS      | DNS     | [ 20 ] |